# Ciornîvodî, Horodok
Ciornîvodî (în ucraineană Чорниводи) este localitatea de reședință a comunei Ciornîvodî din raionul Horodok, regiunea Hmelnîțkîi, Ucraina.

## Demografie
Componența lingvistică a localității Ciornîvodî
     Ucraineană (99,47%)
     Alte limbi (0,48%)
Conform recensământului din 2001, majoritatea populației localității Ciornîvodî era vorbitoare de ucraineană (99,47%), existând în minoritate și vorbitori de alte limbi.